# El oficio de las armas
El oficio de las armas (en italiano, Il mestiere delle armi) es una película de 2001 escrita y dirigida por Ermanno Olmi. Se trata de un drama histórico protagonizado por Hristo Jivkov y ambientado en la Italia del siglo XVI;  narra la muerte de Juan de Médici, el último gran condotiero, y cómo las armas de fuego marcaron el fin de una manera de entender la guerra.
El largometraje es una coproducción entre Italia, Bulgaria, Francia y Alemania y se estrenó en Italia el 11 de mayo de 2001. Consiguió nueve Premios David de Donatello, entre ellos el de mejor película y mejor director.

## Argumento
Durante las Guerras de Italia, Juan de Médici es capitán del ejército papal contra los lansquenetes del emperador Carlos I de España que, liderados por Georg von Frundsberg, marchaban hacia Roma. Por su experiencia en el oficio de las armas, Juan es un mito viviente, aunque al ser alcanzado en la pierna por el proyectil de un falconete, se convertirá en una de las primeras víctimas de las armas de fuego.

## Premios
| Fecha | Premio                     | Categoría                  | Receptor(es)                                | Resultado |
| ----- | -------------------------- | -------------------------- | ------------------------------------------- | --------- |
| 2001  | Premios del Cine Europeo   | Mejor director             | Ermanno Olmi                                | Nominado  |
| 2001  | Flaiano Film Festival      | Mejor película             |                                             | Ganadora  |
| 2001  | Flaiano Film Festival      | Mejor fotografía           | Fabio Olmi                                  | Ganador   |
| 2001  | Flaiano Film Festival      | Mejor diseño de vestuario  | Francesca Sartori                           | Ganadora  |
| 2001  | Nastro d'argento           | Mejor director             | Ermanno Olmi                                | Nominado  |
| 2001  | Nastro d'argento           | Mejor fotografía           | Fabio Olmi                                  | Ganador   |
| 2001  | Nastro d'argento           | Mejor diseño de vestuario  | Francesca Sartori                           | Ganadora  |
| 2001  | Nastro d'argento           | Mejor diseño de producción | Luigi Marchione                             | Ganador   |
| 2002  | Premios David de Donatello | Mejor película             |                                             | Ganadora  |
| 2002  | Premios David de Donatello | Mejor director             | Ermanno Olmi                                | Ganador   |
| 2002  | Premios David de Donatello | Mejor guion                | Ermanno Olmi                                | Ganador   |
| 2002  | Premios David de Donatello | Mejor fotografía           | Fabio Olmi                                  | Ganador   |
| 2002  | Premios David de Donatello | Mejor diseño de vestuario  | Francesca Sartori                           | Ganador   |
| 2002  | Premios David de Donatello | Mejor montaje              | Paolo Cottignola                            | Ganador   |
| 2002  | Premios David de Donatello | Mejor música               | Fabio Vacchi                                | Ganador   |
| 2002  | Premios David de Donatello | Mejor producción           | Luigi Musini, Roberto Cicutto, Ermanno Olmi | Ganadores |
| 2002  | Premios David de Donatello | Mejor diseño de producción | Luigi Marchione                             | Ganador   |